# Pávai István
Pávai István (Székelyudvarhely, 1951. december 10. –) Széchenyi-díjas magyar etnomuzikológus (népzenekutató), a Magyar Művészeti Akadémia levelező tagja, a Hagyományok Háza címzetes igazgatója és tudományos főmunkatársa.

## Életrajzi adatok

### Képzettség
- 1970-ben érettségizett a Székelykeresztúri Gimnáziumban.
- 1976-ban szerzett muzikológus diplomát a kolozsvári Gheorghe Dima Zeneakadémián. Diplomadolgozatának címe: Sóvidéki népzene.
- 2005-ben szerzett PhD zenetudományi doktori fokozatot a budapesti Liszt Ferenc Zeneművészeti Egyetemen. Doktori disszertációjának címe: A tánczene és interetnikus kapcsolatai az erdélyi magyar néphagyományban.

### Szakmai díjak
- 2024 – Széchenyi-díj
- 2019 – Kájoni János-díj
- 2018 – Martin György-díj
- 2016 – Udvarhelyszék kultúrájáért – életműdíj.
- 2015 – Szabolcsi Bence-díj – "kiemelkedő zenetudományi és zenei ismeretterjesztő tevékenysége elismeréseként".
- 2012 – A Magyar Érdemrend lovagkeresztje – "a hagyományos hangszeres népzene kutatásában, gyűjtésében és közkinccsé tételében végzett több évtizedes munkássága elismeréséért".
- 1993 – A Martin György Alapítvány kiemelt 1. díja – Az erdélyi és a moldvai magyarság népi tánczenéje című kéziratért.

### Jelenlegi munkahelyek
- 2024-től: a Hagyományok Háza Katalogizálási Osztályának osztályvezető tudományos főmunkatársa (Budapest)
- 2017-től: a Hagyományok Háza címzetes igazgatója (Budapest)

### Korábbi munkahelyek
- 1994-2021: az MTA (később ELKH) Bölcsészettudományi Kutatóközpont Zenetudományi Intézetének tudományos munkatársa, majd főmunkatársa, 1999–2002 között a Népzenei Archívum vezetője, 2019-2021 között a Népzene- és Néptánckutató Osztály és Archívum vezetője (Budapest)
- 2023-2024: a Hagyományok Háza Adatbázis Szakcsoportjának tudományos főmunkatársa (Budapest)
- 2017-2022: a Hagyományok Háza Folklórdokumentációs Fejlesztési Osztály vezetője (Budapest)
- 1998-2021: a Liszt Ferenc Zeneművészeti Egyetem  Zenetudományi és Népzene Tanszékének oktatója, majd habilitált egyetemi tanára (Budapest)
- 2017-2021: a Liszt Ferenc Zeneművészeti Egyetem Doktori Iskolájában a DLA népzenei doktori alprogram vezetője (Budapest)
- 2001–2016: a Hagyományok Háza Folklórdokumentációs Könyvtár és Archívum alapító vezetője (Budapest)
- 1998–2000: a Magyar Állami Népi Együttes Hagyományőrző Műhelyének vezetője (Budapest)
- 1994–1998: a Néprajzi Múzeum főmuzeológusa, a Népzenei Gyűjtemény osztályvezetője (Budapest)
- 1991–1994: a Háromszék Táncegyüttes szakmai tanácsadója (Sepsiszentgyörgy)
- 1990–1994: a Marosvásárhelyi Rádió zenei szerkesztője, majd a kulturális műsorok osztályvezetője
- 1981–1990: a Maros Művészegyüttes művészeti titkára, 1990-ben igazgatója (Marosvásárhely)
- 1980–1981: a Hargita Megyei Művészeti Népiskola tanára (Csíkszereda)
- 1976–1980: a Hargita Megyei Népi Alkotások Háza zenei szakirányítója (Csíkszereda)

### Testületi tagság
- A Magyar Művészeti Akadémia Művészetelméleti Tagozatának levelező tagja (2023-tól)
- A Magyar Tudományos Akadémia Zenetudományi Bizottságának tagja (2021-től)
- A Liszt Ferenc Zeneművészeti Egyetemen
  - az Egyetemi Doktori Tanács és a DLA Doktori Tanács tagja (2007–)
  - a DLA Népzenei alprogram vezetője (2017–2021)
- A Magyar Tudományos Akadémia köztestületi tagja (2007–)
- Magyar Zenetudományi és Zenekritikai Társaság tagja (2007–)
- Szellemi Kulturális Örökség Nemzeti Bizottságának tagja (2006–2009)
- Európai Folklór Központért Egyesület tagja (2006–)
- Györffy István Néprajzi Társaság tagja (2002–)
- Nemzeti Kulturális Alap Népművészeti Szakmai Kollégiumának tagja (1998–2000)
- Magyar Múzeumok Adatbázisa kialakítását végző szakmai bizottság tagja (1996–1998)
- Martin György Alapítvány Szakmai Bizottságának tagja (1996–2000)
- Hungaroton Hangarchívum Tanácsadó Testületének tagja (1996)
- Magyar Néprajzi Társaság tagja (1990–), a Népzene-Néptánc Szakosztály titkára (1994–1999)
- Kriza János Néprajzi Társaság tagja (1990–1994)
- Romániai Magyar Zenetársaság tagja (1990–1994)
- Magyar Újságírók Romániai Egyesületének tagja (1990–1994)

## Népzenekutatás

### Kutatási témái
Népi tánczene, interetnikus népzenei kapcsolatok, népzenekutatás-történet, zenei dialektológia és tipológia, zenei identitás-vizsgálat, folklorizmus-kutatás, folklór-dokumentumok digitális archiválása, néprajzi adatbázis-specifikáció.

### Terepkutatás
- A Kárpát-medencében (1972 óta): magyar, román, német, zsidó és cigány népzene-, néptánc- és néprajzi gyűjtések a történelmi Erdély, Partium és Moldva minden fontosabb néprajzi táján, szórványosan a Dunántúlon, Szlavóniában, az Alföldön és a Felvidéken; összesen több mint 650 óra hang- és mozgóképfelvétel, több ezer szkennelt archív fotó és helyszíni fényképfelvétel. Részletesen lásd itt.
- Távolabbi területeken: török és szláv népzenei gyűjtések a dobrudzsai bolgár, lipován, török, tatár és muzulmán cigány közösségek, továbbá a koszovói törökök, krimi tatárok és azeriek körében.

## Publikációk
- Közleményeinek részletes jegyzéke, idézőkkel (rájuk hivatkozó művek jegyzékével) együtt.
- Online olvasható publikációi

### Saját kötetei
- 2020: Hungarian Folk Dance Music of Transylvania. Hungarian Heritage House – MMA Kiadó, Budapest, 2020
- 2016: A Sóvidék népzenéje. The Folk Music of Sóvidék. Hagyományok Háza – MTA BTK Zenetudományi Intézet, Budapest, 2016. Kétnyelvű kiadvány. 256 oldal, 216 hangzó dallamváltozat, 73 dokumentum, 6 térkép, 37 fotó
- 2015: Magyarózd népzenéje Horváth István gyűjtései tükrében. The Folk Music of Magyarózd as Reflected in the Collections of István Horváth. Hagyományok Háza – MTA BTK Zenetudományi Intézet, Budapest, 2015. Kétnyelvű kiadvány DVD-ROM melléklettel, 216 oldal, adatbázis, 216 hangzó dallamváltozat, 73 dokumentum, 6 térkép, 37 fotó
- 2013: Az erdélyi magyar népi tánczene (2. változatlan kiadás, Hagyományok Háza – Kriza János Néprajzi Társaság, Budapest)
- 2012: Az erdélyi magyar népi tánczene (1. kiadás, Kriza János Néprajzi Társaság, Kolozsvár)
- 2010: Zene, tánc, hagyomány. Denis Galloway romániai fotói. Muzicã, joc, tradiţie. Fotografii executate în România de Denis Galloway. Music, Dance, Tradition: Dennis Galloway’s Romanian Photographs, 1926–1932 (Tötszegi Teklával; Hagyományok Háza – Erdélyi Néprajzi Múzeum, Budapest)
- 2006: Zene, vallás, identitás a moldvai magyar népéletben (2. változatlan kiadás, Kriza János Néprajzi Társaság, Kolozsvár)
- 2005: Zene, vallás, identitás a moldvai magyar népéletben (1. kiadás, Hagyományok Háza, Budapest)
- 2001: Barozda 1976-2001 (Alutus, Csíkszereda)
- 1998: Az erdélyi és a moldvai magyarság népi tánczenéje (2. változatlan kiadás, Planétás, Budapest)
- 1993: Az erdélyi és a moldvai magyarság népi tánczenéje (1. kiadás, Teleki László Alapítvány, Budapest)

### Szerkesztés: kötet, DVD, CD-ROM
- 2019: Colecţia etnomuzicologică a lui Ilona Szenik / Szenik Ilona népzenei gyűjteménye / The Ethnomusicological Collection of Ilona Szenik". Társszerkesztő: Gergely Zoltán. Institutul „Arhiva de Folclor a Academiei Române” / MTA BTK Zenetudományi Intézet / Hagyományok Háza, Kolozsvár – Budapest, 2019. Román, magyar, angol nyelvű könyv és CD-ROM multimédiás adatbázissal: 4441 dallamváltozat, 3731 hangklip, 2653 kéziratoldal, 77 fotó, 1 térkép
- 2019: A romániai magyar vonatkozású zenetudomány első évszázada. Bibliográfia. Társszerkesztő: Sófalvi Emese. Kolozsvári Operabarátok köre, Kolozsvár
- 2018: Székely népzene és néptánc. Énlaka-konferenciák V. DVD-ROM-melléklettel. Társszerkesztő: Sófalvi Emese. Hagyományok Háza – Pro Énlaka Alapítvány – Pécsi Tudományegyetem, Budapest – Énlaka – Pécs
- 2016: Felcsík, Felső-Maros mente, Mezőség és a Maros-Küküllő vidék táncai és zenéje. Mozdulatokba vésett gyökerek. DVD kollekció 1-18. 18 db DVD, 60 oldal ismertető, 24 fotó, 4 térkép. Romániai Magyar Néptánc Egyesület, Sepsiszentgyörgy
- 2014: Colecţia etnomuzicologică a lui János Jagamas în Institutul „Arhiva de Folclor a Academiei Române” / Jagamas János népzenei gyűjteménye a Román Akadémia Folklór Archívumában / The Ethnomusicological Collection of János Jagamas at the Folklore Archive of the Romanian Academy. Társszerkesztő: Zakariás Erzsébet. Román Akadémia Folklór Archívuma, Kolozsvár, MTA Bölcsészettudományi Kutatóközpont, Zenetudományi Intézet, Budapest Hagyományok Háza, Budapest. Román, magyar angol nyelvű könyv és CD-ROM multimédiás adatbázissal: 7236 dallamváltozat, 3038 hangklip, 9512 kéziratoldal, 16 fotó.
- 2013: Seres András – Szabó Csaba: Csángómagyar daloskönyv. Hasonmás kiadás CD-ROM melléklettel
- 2011: A folklorista Vikár Béla. Hagyományok Háza, Budapest
- 2009: Lajtha László, a zenefolklorista. Hagyományok Háza, Budapest
- 2008: A népzenekutató Kodály Zoltán. Hagyományok Háza, Budapest
- 2008: Bartók Béla, a népzenekutató. Hagyományok Háza, Budapest
- 2007: Bartók Béla élete levelei tükrében Társszerkesztő: Vikárius Lászlóval. Hagyományok Háza, Budapest
- 2007: Bartók and Arab Folk Music. Társszerkesztő: Kárpáti János és Vikárius László. Hungarian National Commission for UNESCO, European Folklore Institute, Institute for Musicology of the Hungarian Academy of Sciences, Budapest
- 2000: A magyar népi tánczene. Tanulmányok. Társszerkesztő: Virágvölgyi Márta; Planétás, Budapest
- 1998: Demény Piroska: Aranyosszék népzenéje. CD-melléklettel. Néprajzi Múzeum, Budapest

### Internetes adatbázisok
- 2017: A Bartók-Rend kereshető internetes adatbázisa (társszerkesztő: Richter Pál; MTA Zenetudományi Intézet, Budapest)
- 2010: Folklór Adatbázis – Folklore Database (szakmai specifikáció)
- 2009: Magyar népdaltípusok példatára (társszerkesztő: Richter Pál; MTA Zenetudományi Intézet, Budapest)
- 2006: Utolsó Óra. Erdélyi gyűjtés a Fonó Budai Zeneházban (Fonó Budai Zeneház, Budapest)

### Egyéb publikációk
- Tanulmányok, szakcikkek, népszerűsítő cikkek, recenziók, bibliográfiák, diszkográfiák
- Interjúk Archiválva 2020. február 17-i dátummal a Wayback Machine-ben
- Népzene-dialektológiai, néprajzi térképek
- Hangzó kiadványok saját és mások népzenegyűjtéseiből (bakelit lemezek, audio CD-k, könyvek CD- és DVD-mellékletei)

## Művészeti tevékenysége
- A Barozda együttes és az első csíkszeredai táncház alapító tagja, aki szerepet játszott más székelyföldi táncházak létrejöttében és az erdélyi táncházmozgalom kiszélesítésében.
- Csíkszeredai működése alatt a Csíkszeredai Régizene Fesztivál egyik kezdeményezője, 1980-81-ben zenei szerkesztője, 1982-ben művészeti tanácsadója.
- 2013-2019 között a Csíkszeredai Prímástalálkozók házigazdája, műsorvezetője.
- Szerkesztett és/vagy vezetett műsorainak jegyzéke